# Cray SV1
Cray SV1 — векторный суперкомпьютер подразделения «Cray Research» компании Silicon Graphics, представленный на рынке в 1998 году. Как и его предшественник — Cray J90, Cray SV1 имел процессоры, изготовленные по технологии КМОП, что позволило снизить стоимость системы и использовать воздушное охлаждение вместо водяного. SV1 был программно обратно совместим с J90 и Y-MP, и работал под управлением той же UNIX-подобной операционной системы UNICOS. В SV1 использовалась представление вещественных чисел по собственному стандарту компании Cray вместо распространенного стандарта IEEE 754, который использовался в моделях Cray T3E и Cray T90.
В отличие от других моделей, SV1 был оборудован векторной кэш-памятью. Так же в нем имелась функция мультистриминга, когда один процессор с каждой их четырех процессорных плат могли работать совместно, образуя виртуальный процессор с четырехкратной производительностью. Процессор в SV1 работал на частоте 300 МГц. Более поздние варианты SV1 — SV1e и SV1ex — имели процессоры с тактовой частотой 500 МГц. У этих вариантов также была более быстрая память и имелась поддержка твердотельных накопителей. В системе можно было установить до 30 процессоров.
Несколько стоек SV1 можно было объединить в кластеры, соединив их каналом GigaRing, где также имелась поддержка сетей HIPPI, FDDI, ATM, Ethernet, и возможность подключать SCSI-устройства. В теории можно было создать кластер из 32 узлов и достичь пиковой производительности в 1 Терафлопс.
Преемником SV1 в 2003 году стал векторный суперкомпьютер Cray X1, а в 2005 году — его более совершенная модель Cray X1E.